# Fonsorbes
Fonsorbes település Franciaországban, Haute-Garonne megyében. Lakosainak száma 13 048 fő (2022. január 1.). Fonsorbes Fontenilles, Frouzins, Plaisance-du-Touch, Saint-Lys és Seysses községekkel határos.

## Népesség
A település népességének változása:
| Lakosok száma | 882  | 3241 | 4252 | 10 396 | 11 786 | 11 730 | 11 743 | 12 170 | 12 119 | 13 048 |
|               | 1968 | 1982 | 1990 | 2006   | 2013   | 2015   | 2017   | 2019   | 2020   | 2022   |